# Armin Schäfer (Literaturwissenschaftler)
Armin Schäfer ist ein deutscher Germanist und Literaturwissenschaftler.

## Leben
Armin Schäfer studierte neuere deutsche Literaturwissenschaft, Philosophie, Psychologie in München, Bern und Siegen. Nach der Promotion 1995 zum Dr. phil. an der Universität Siegen war er von 2002 bis 2006 wissenschaftlicher Mitarbeiter in der Forschungsgruppe „Das Leben schreiben. Medientechnologie und die Wissenschaften vom Leben (1800–1900)“ an der Bauhaus-Universität Weimar. Nach der Habilitation 2003 an der Universität Erfurt wurde er 2007 wissenschaftlicher Mitarbeiter an der Universität Konstanz. 2008 war er Fellow am Kulturwissenschaftlichen Kolleg in Konstanz. Von 2009 bis 2010 war er wissenschaftlicher Mitarbeiter am Leibniz-Zentrum für Literatur- und Kulturforschung mit dem Forschungsprojekt „Narrative des Wahnsinns im großstädtischen Raum, 1900–1930“. 2011 übernahm er die Professur für Neuere deutsche Literaturwissenschaft und Geschichte der Medienkulturen an der FernUniversität in Hagen. 2015 übernahm er die Professur für Neugermanistik, insbesondere Literatur des 18. Jahrhunderts bis zur Gegenwart an der Ruhr-Universität Bochum.
Seine Forschungsschwerpunkte sind Lyrik, Literatur und Wissenschaftsgeschichte und Literatur- und Mediengeschichte des 20. Jahrhunderts.

## Schriften (Auswahl)
- Biopolitik des Wissens. Hans Henny Jahnns literarisches Archiv des Menschen. Würzburg 1996, ISBN 3-8260-1129-5.
- Die Intensität der Form. Stefan Georges Lyrik. Köln 2005, ISBN 3-412-19005-5.
- als Herausgeber mit Tobias Nanz: Kulturtechniken des Barock. Zehn Versuche. Berlin 2012, ISBN 3-86599-175-0.
- als Herausgeber mit Bettine Menke und Daniel Eschkötter: Das Melodram – ein Medienbastard. Berlin 2013, ISBN 978-3-943881-06-6.